# Friedrich Ludwig von Hoff

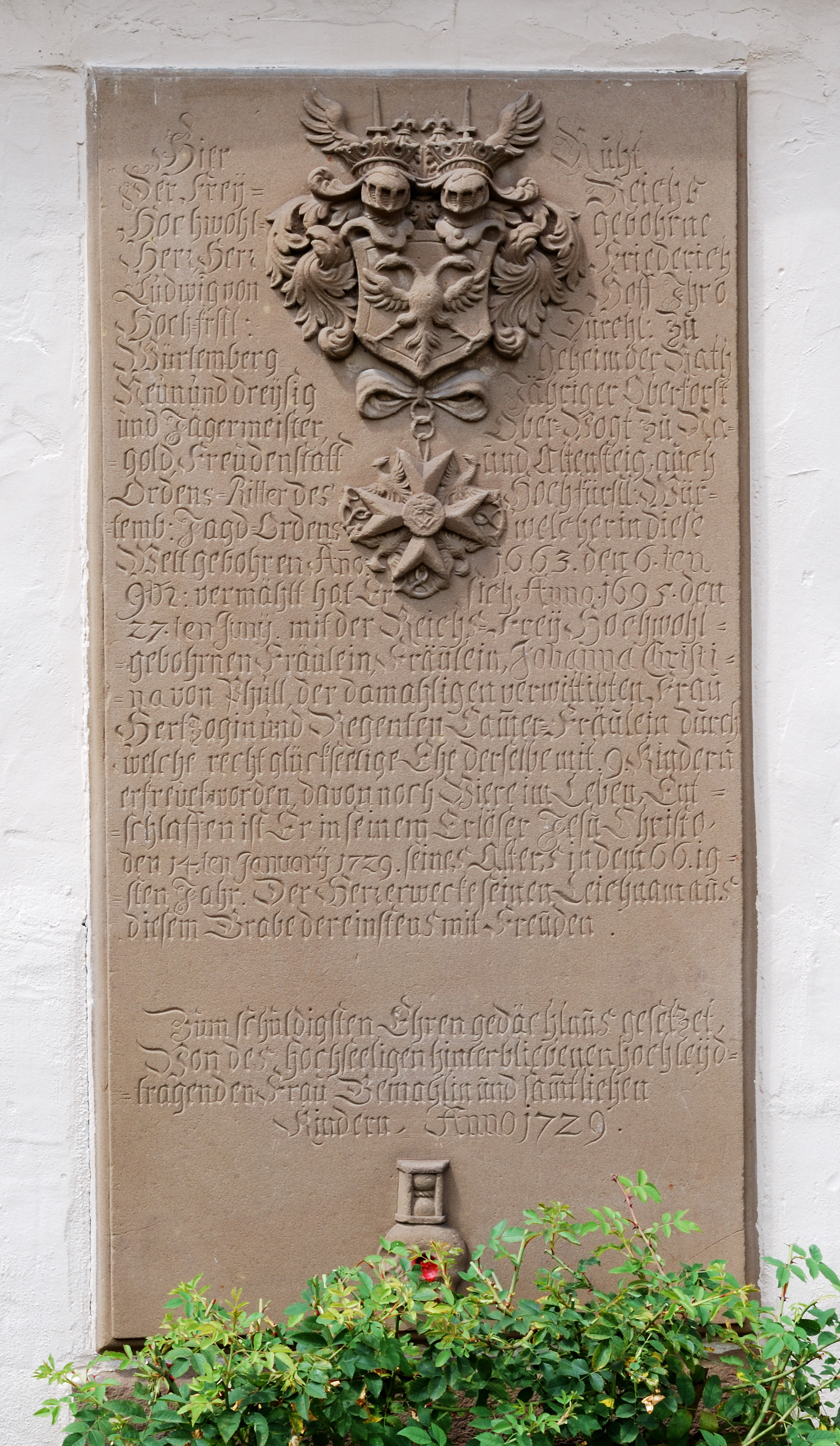
Grabplatte an der Konstanzer Kirche in Ditzingen, mit Familienwappen und Ordenskreuz des St.-Hubertus-Jagdordens

Friedrich Ludwig von Hoff (* 6. November 1663 in Kürnbach; † 14. oder 20. Januar 1729 in Stuttgart) war ein württembergischer Verwaltungsbeamter.

## Leben
Hoff entstammte einem alten schwäbischen Adelsgeschlecht. Sein Vater Günther Albecht von Hoff († 1690) war Forstmeister auf dem Stromberg mit Dienstsitz in Kürnbach und später württembergischer Oberforst- und Jägermeister.
Friedrich Ludwig von Hoff trat ebenfalls in württembergische Dienste und war zuletzt Geheimer Rat, Oberforst- und Jägermeister sowie Obervogt zu Nagold, Freudenstadt und Altensteig. Er starb 1729 und wurde wie schon sein Vater in der Konstanzer Kirche in Ditzingen beigesetzt. Seine Grabplatte ist erhalten und heute außen an der Südseite der Kirche angebracht.

## Familie
Am 27. Juni 1695 heiratete von Friedrich Ludwig Hoff Johanna Christina von Pfuel (1675–1734). Aus der Ehe gingen neun Kinder hervor, darunter Wilhelmine Louise (1704–1780), die später Johann Rudolf von Hedwiger, Graf von Sponeck, heiratete.

## Auszeichnungen
Hoff war Ritter des Großen Württembergischen Jagdordens, Vorläufer des Ordens der Württembergischen Krone.